# Округ Вилкс (Џорџија)
Вилкс (енгл. Wilkes County) је округ у америчкој савезној држави Џорџија.

## Демографија
По попису из 2010. године број становника је 10.593, што је 94 (-0,9%) становника мање 2000. године.
| Група             | 2000.         | 2010.         |
| Белци             | 5.758 (53,9%) | 5.495 (51,9%) |
| Афроамериканци    | 4.601 (43,1%) | 4.535 (42,8%) |
| Азијати           | 25 (0,2%)     | 52 (0,5%)     |
| Хиспаноамериканци | 212 (2,0%)    | 361 (3,4%)    |
| Укупно            | 10.687        | 10.593        |